# 데술포루디스 아우닥스비아토르
데술포루디스 아우닥스비아토르(Desulforudis audaxviator)는 1.5~3km 깊이의 지하수에서 서식하는 세균이다.
음포넹 금광 깊이 2.8km의 지하수 샘플에서 발견된 유일한 세균이다.
D. 아우닥스비아토르는 그람 양성 황산 환원성 세균(sulfate-reducing bacteria)이다. 주변의 우라늄·토륨·포타슘 등이 방사성 감쇠하면서 나오는 에너지로 물 분자가 분해되면서 나오는 수소로부터 이 세균이 호흡에 필요한 수소를 얻는다.
아우닥스비아토르(audaxviator)라는 학명은 쥘 베른의 소설 《지구 속 여행》에서 온 것이다. 소설에서 주인공인 리덴브록 박사가 라틴어로 된 비밀의 문구를 찾아내는데, 그 문구는 다음과 같다. “내려가라, 용감한 여행자여, 그리하면 지구의 중심에 도달할지니(Descende, audax viator, et terrestre centrum attinges)”

## 참고 문헌
- Dylan Chivian, Eoin L. Brodie, Eric J. Alm, et al. "Environmental genomics reveals a single-species ecosystem deep within the Earth,", Science, 10 October 2008 doi:10.1126/science.1155495
- "At 2.8 km down, a 1-of-a-kind microorganism lives all alone" Physorg 2008-10-09